# OsmAnd
OsmAnd (OSM Automated Navigation Directions)  — мобільний додаток для iOS та Android для навігації, який надає можливість використовувати офлайн-мапи для подорожей, велосипедних маршрутів, піших прогулянок та інших видів активного відпочинку. OsmAnd в основному використовує дані з OpenStreetMap (OSM) – це проект з відкритими даними, який забезпечує вільний доступ до географічної інформації. Мапи в OpenStreetMap створюються і оновлюються добровольцями з усього світу, що забезпечує їх точність і актуальність. В додатку доступні 3D режим, супутникові мапи, навігація в горах, та інші можливості. 
OsmAnd був розроблений Віктором Щербом та його командою, і вперше випущений у 2010 році. З того часу він постійно оновлюється та вдосконалюється, отримуючи нові функції та покращення для зручності користувачів. Компанія OsmAnd BV розташована в місті Амстелвен, Нідерланди.
OsmAnd відрізняється від багатьох інших навігаційних додатків своєю відкритістю та можливістю налаштування. Дані з OpenStreetMap можна редагувати та доповнювати, що робить мапи більш точними та актуальними для місцевих умов.

## Основні можливості
- Офлайн навігація (попередньо потрібно звантажити мапи потрібного регіону)
- Онлайн навігація за допомогою мережевих сервісів маршрутизації YOURS [Архівовано 14 липня 2011 у Wayback Machine.] та OSRM [Архівовано 8 квітня 2022 у Wayback Machine.]
- Кешування даних, звантажених з Інтернету, при використанні онлайн-навігації (економія трафіку)
- Перегляд, редагування та створення власних POI, з подальшою передачею на сервер OpenStreetMap
- Запис маршруту (треку) у форматі gpx
- Можливість змінювати існуючі файли gpx, планувати поїздку й вимірювати відстань між точками (додаток)
- Відображення раніше записаного або поточного треку, а також можливість повернення за треком.
- Голосові підказки різними мовами
- Автоматична зміна масштабу мапи, залежно від швидкості руху
- Автоматичне обертання мапи за компасом або за напрямком руху
- Попередні встановлення для автомобіля / велосипеда / пішохода
- Відображення ліній висот (додаток)
- Морські мапи (додаток)
- Лижні мапи (додаток)
- Живий моніторинг OsMo (додаток)
- Створення аудіо / відео нотаток (додаток)
- Паркувальне місце (додаток)
- Історія та закладки
- Підтримка додатків

## Офлайн-навігація
Відмінною особливістю програми є офлайн-навігація. Попередньо звантажені мапи прямо з інтерфейсу програми дозволяють не використовувати інтернет-підключення для навігації. Офлайн-мапи зконвертовані у власний формат з векторних даних OSM. Існують як для усього світу, так і для окремих регіонів. Оновлення мап не автоматичне, це необхідно перевіряти вручну. Оновлення офлайнових мап відбувається в середньому 2-3 рази на місяць.

## Установлення застосунку
В Google Play присутні дві версії застосунку OsmAnd  та OsmAnd+ . Перша версія застосунку на відміну від «Плюс» версії, цілковито безплатна, але має декілька функціональних обмежень:
- число звантажень (оновлень) мап обмежено до 7-ми;
- відсутня можливість переглядати опис пам'яток з Вікіпедії.

Версія «Плюс» не має обмежень, але її пропонують купити за 450 гривень для українського ринку. Гроші передбачається направляти на розвиток проєкту. Звантажити повну версію можна з офіційного трекера  [актуальність?], але в даному випадку у вас буде відсутнє автоматичне оновлення самого застосунку з Google Play.
OsmAnd можливо встановити з альтернативного каталогу мобільних застосунків F-Droid.
Крім Android версії, також існує версія для пристроїв BlackBerry. У планах розробників випустити застосунок під Windows Phone 8. 

## Контроль якості
У разі виявлення помилки в роботі програми можна залишити своє питання на Google Code в розділі Issues  або на форумі  Google Groups, питання приймаються виключно англійською мовою. У програмі також передбачено механізм оповіщення про помилки на мапі OSM з використанням сервісу нотаток OpenStreetMap. Надалі ці помилки обробляються і виправляються спільнотою OpenStreetMap. Можна також додавати на мапу POI, з подальшим вивантаженням їх на OSM прямо з інтерфейсу програми. При цьому в налаштуваннях необхідно внести свої облікові дані OSM.